# Valentí Figueres Jorge
Valentí Figueres Jorge (Dénia, 1962 - Tavernes Blanques 2 de març de 2025) fou un director de cinema valencià especialitzat en documentals.
Comença la seua activitat professional el 1996, i va estar vinculat a la productora que fundà, Los sueños de la hormiga roja. Entre els seus documentals, destaca el que va dedicar el 2020 a la formació musical Carraixet. També podem destacar el documental que féu per a la televisió valenciana Àpunt amb el títol de Déu també parla valencià, que tracta sobre la marginació de la llengua autòctona per part de l'Església Catòlica en territori valencià, i que s'estrenà en la televisió valenciana finalment en octubre de 2024.
Altres documentals que dirigí són: El efecto K: El montador de Stalin (2012), Vivir de pie. Las guerras de Cipriano Mera (2009), La doble vida de Eva (2002) i Manuel Monleón: un grito pegado en la pared (2004).